# Ted Mannheimer
Theodor (Ted) Mannheimer, född 23 augusti 1907 i Partille, 30 maj 1996, var en svensk bankdirektör.
Han var son till Herman Mannheimer och Lisa Magnus.  
Mannheimer tog studentexamen i Göteborg 1927, var kontorsanställd 1928-30, sekreterare vid Hellefors bruks AB i Hällefors 1930, vid bankirfirman R. Henriques jr i Köpenhamn 1933, anställd vid Skandinaviska banken 1937 och direktör där sedan 1955. Han var även styrelseordförande för Manufaktur AB Hertz & Co.
Sedan 1936 var han gift med Winifred Kathleen Ames från England. De är gravsatta i minneslunden på Stampens kyrkogård.